# SpaceX CRS-12
SpaceX CRS-12 (SpX-12) – misja statku transportowego Dragon, przeprowadzona przez prywatną firmę SpaceX na zlecenie amerykańskiej agencji kosmicznej NASA w ramach programu Commercial Resupply Services w celu zaopatrzenia Międzynarodowej Stacji Kosmicznej (ISS). Była to ostatnia misja wykorzystująca nową kapsułę statku Dragon.

## Przebieg misji
Start misji nastąpił 14 sierpnia 2017 roku o 16:31 UTC. 16 sierpnia 2017 roku statek Dragon został przechwycony (10:52 UTC) i zacumowany (13:07 UTC) do Międzynarodowej Stacji Kosmicznej. 17 września 2017 roku o 08:40 UTC statek został odłączony od ISS. Kilka godzin później (14:15 UTC) Dragon wodował na Pacyfiku na południowy zachód od wysp Channel Islands przy wybrzeżu południowej Kalifornii.

## Ładunek
W ramach misji CRS-12 wyniesiono na orbitę 2349 kg ładunku w sekcji ciśnieniowej statku Dragon oraz 961 kg w nieciśnieniowej sekcji ładunkowej (łącznie 3310 kg). Głównym ładunkiem sekcji nieciśnieniowej było urządzenie CREAM Cosmic Ray Energetics and Mass Experiment mające na celu wykrywanie promieniowania kosmicznego.